# 拉蒙特县
拉蒙特县（Lamont）是加拿大艾伯塔省的一个县，位于该省中部。总面积2,402.1平方公里，总人口4,167 (2001)。行政中心位于拉蒙特。该县包含27个镇区。主要名胜有赤鹿岛国家公园，河狸山湖等。

## 社区
该县所辖社区有：
- 拉蒙特
- 安德鲁